# All Around the World (bài hát của Lisa Stansfield)
"All Around the World" là một bài hát của nghệ sĩ thu âm người Anh quốc Lisa Stansfield nằm trong album phòng thu hát đơn đầu tay của cô, Affection (1989). Nó được phát hành vào ngày 16 tháng 10 năm 1989 như là đĩa đơn thứ hai trích từ album bởi Arista Records. Bài hát được đồng viết lời bởi Stansfield với những nhà sản xuất nó Ian Devaney và Andy Morris, hai thành viên trong ban nhạc cũ của cô Blue Zone đồng thời cũng là những cộng tác viên quen thuộc xuyên suốt sự nghiệp của nữ ca sĩ. Sau khi tham gia đồng viết lời và góp giọng trong bài hát năm 1989 của Coldcut "People Hold On" đã gặt hái một số thành công đáng kể, Arista Records quyết định ký hợp đồng với Stansfield với tư cách một nghệ sĩ hát đơn, trong khi Devaney và Morris đóng vai trò nhà soạn nhạc, viết lời và nhà sản xuất cho cô. "All Around the World" là một bản pop mang nội dung đề cập đến hành trình của một cô gái trong việc tìm kiếm một tình yêu cũ mà cô đã vô tình đánh mất.
Sau khi phát hành, "All Around the World" nhận được những phản ứng tích cực từ các nhà phê bình âm nhạc, trong đó họ đánh giá cao giai điệu bắt tai và quá trình sản xuất nó, đồng thời gọi đây là một điểm nhấn nổi bật từ Affection. Ngoài ra, bài hát còn gặt hái nhiều giải thưởng và đề cử tại những lễ trao giải lớn, bao gồm đề cử tại giải Brit năm 1990 cho Đĩa đơn Anh quốc của năm và một đề cử giải Grammy cho Trình diễn giọng pop nữ xuất sắc nhất tại lễ trao giải thường niên lần thứ 33. "All Around the World" cũng tiếp nhận những thành công vượt trội về mặt thương mại, đứng đầu các bảng xếp hạng ở Áo, Bỉ, Hà Lan, Na Uy, Tây Ban Nha và Vương quốc Anh, đồng thời lọt vào top 10 ở hầu hết những quốc gia nó xuất hiện, bao gồm vươn đến top 5 ở những thị trường lớn như Canada, Đức, Ireland, Ý, Thụy Điển và Thụy Sĩ. Tại Hoa Kỳ, nó đạt vị trí thứ ba trên bảng xếp hạng Billboard Hot 100, trở thành đĩa đơn đạt thứ hạng cao nhất của Stansfield tại đây.
Video ca nhạc cho "All Around the World" được đạo diễn bởi Philip Richardson, trong đó bao gồm những cảnh Stansfield hát ở nhiều bối cảnh khác nhau, như phía trước một căn nhà hay trong một căn phòng với nhiều người đàn ông xung quanh. Nó đã đạt được một đề cử tại giải Brit năm 1990 cho Video Anh quốc của năm và một đề cử tại giải Video âm nhạc của MTV năm 1990 cho Nghệ sĩ mới xuất sắc nhất. Để quảng bá bài hát, nữ ca sĩ đã trình diễn nó trên nhiều chương trình truyền hình và lễ trao giải lớn, bao gồm Top Of The Pops, giải Brit năm 1990 và giải thưởng âm nhạc Billboard năm 1990, cũng như trong nhiều chuyến lưu diễn của cô. Được ghi nhận là bài hát trứ danh trong sự nghiệp của Stansfield, "All Around the World" đã được hát lại và sử dụng làm nhạc mẫu bởi nhiều nghệ sĩ, như The Notorious B.I.G., Puff Daddy, Snoop Dogg, Will Smith, Missy Elliott, Chris Brown và Iggy Azalea, cũng như xuất hiện trong nhiều tác phẩm điện ảnh và truyền hình.

## Danh sách bài hát
Đĩa 7" tại châu Âu và Anh quốc
1. "All Around The World" – 4:25
2. "Wake Up Baby" – 3:58

Đĩa 12" tại châu Âu và Anh quốc
1. "All Around The World" (bản dài) – 7:08
2. "Wake Up Baby" – 3:56
3. "The Way You Want It" – 4:17

Đĩa CD tại châu Âu và Anh quốc
1. "All Around The World" – 4:25
2. "All Around The World" (bản dài) – 7:08
3. "Wake Up Baby" – 3:56
4. "The Way You Want It" – 4:17

## Xếp hạng
| Bảng xếp hạng (1989-90)                  | Vị trí cao nhất |
| ---------------------------------------- | --------------- |
| Úc (ARIA)                                | 9               |
| Áo (Ö3 Austria Top 40)                   | 1               |
| Bỉ (Ultratop 50 Flanders)                | 1               |
| Canada (RPM)                             | 3               |
| Canada Adult Contemporary (RPM)          | 3               |
| Canada Dance (RPM)                       | 1               |
| Châu Âu (European Hot 100 Singles)       | 4               |
| Phần Lan (Suomen virallinen lista)       | 7               |
| Pháp (SNEP)                              | 24              |
| Đức (Official German Charts)             | 2               |
| Hy Lạp (IFPI)                            | 1               |
| Ireland (IRMA)                           | 3               |
| Ý (FIMI)                                 | 3               |
| Hà Lan (Dutch Top 40)                    | 1               |
| Hà Lan (Single Top 100)                  | 1               |
| New Zealand (Recorded Music NZ)          | 10              |
| Na Uy (VG-lista)                         | 1               |
| Tây Ban Nha (PROMUSICAE)                 | 1               |
| Thụy Điển (Sverigetopplistan)            | 4               |
| Thụy Sĩ (Schweizer Hitparade)            | 2               |
| Anh Quốc (OCC)                           | 1               |
| Hoa Kỳ Billboard Hot 100                 | 3               |
| Hoa Kỳ Adult Contemporary (Billboard)    | 7               |
| Hoa Kỳ Dance Club Songs (Billboard)      | 1               |
| Hoa Kỳ Hot R&B/Hip-Hop Songs (Billboard) | 1               |

| Bảng xếp hạng (1989)                 | Vị trí |
| ------------------------------------ | ------ |
| Europe (European Hot 100 Singles)    | 82     |
| UK Singles (Official Charts Company) | 12     |
| Bảng xếp hạng (1990)                 | Vị trí |
| Austria (Ö3 Austria Top 40)          | 20     |
| Belgium (Ultratop 50 Flanders)       | 38     |
| Canada (RPM)                         | 21     |
| Canada Adult Contemporary (RPM)      | 8      |
| Canada Dance (RPM)                   | 6      |
| Denmark (Tracklisten)                | 34     |
| Europe (European Hot 100 Singles)    | 40     |
| Germany (Official German Charts)     | 13     |
| Italy (FIMI)                         | 25     |
| Netherlands (Dutch Top 40)           | 46     |
| Netherlands (Single Top 100)         | 42     |
| Norway Winter Period (VG-lista)      | 2      |
| Spain (PROMUSICAE)                   | 16     |
| Switzerland (Schweizer Hitparade)    | 19     |
| US Billboard Hot 100                 | 21     |
| US Hot Dance Club Songs (Billboard)  | 3      |
| US Hot R&B/Hip-Hop Songs (Billboard) | 6      |

## Chứng nhận
| Quốc gia                                  | Chứng nhận | Số đơn vị/doanh số chứng nhận |
| ----------------------------------------- | ---------- | ----------------------------- |
| Úc (ARIA)                                 | Vàng       | 35.000^                       |
| Áo (IFPI Áo)                              | Vàng       | 25.000*                       |
| Đức (BVMI)                                | Vàng       | 250.000^                      |
| Thụy Điển (GLF)                           | Vàng       | 25.000^                       |
| Anh Quốc (BPI)                            | Vàng       | 400.000^                      |
| Hoa Kỳ (RIAA)                             | Bạch kim   | 1.000.000^                    |
| ^ Chứng nhận dựa theo doanh số nhập hàng. |            |                               |